# Kent Hill
Kent Angelo Hill (Americus, 7 marzo 1957) è un ex giocatore di football americano statunitense che ha militato nel ruolo di offensive tackle nella National Football League (NFL).

## Carriera professionistica
Dopo avere giocato al college a football a Georgia Tech, Hill fu scelto dai Los Angeles Rams nel corso del primo giro (26º assoluto) del Draft NFL 1979. Nella sua prima stagione raggiunse il Super Bowl in cui partì come titolare ma la sua squadra fu battuta dai Pittsburgh Steelers. Nella successiva fu convocato per il primo di cinque Pro Bowl, inclusi quattro consecutivi dal 1982 al 1985. Rimase ai Rams fino al 1986 quando disputò metà stagione con gli Houston Oilers. Chiuse la carriera l'anno successivo, diventando direttore atletico a Georgia Tech dal 1989 al 1998.

## Palmarès

### Franchigia
- National Football Conference Championship: 1

Los Angeles Rams: 1979

### Individuale
- Convocazioni al Pro Bowl: 5

1980, 1982–1985